# Consiglieri agli Stati della 52ª legislatura della Confederazione Svizzera
Questo elenco riporta i nomi dei consiglieri agli Stati della 52ª legislatura della Confederazione Svizzera.

## Composizione a inizio legislatura
|  | Consigliere                 | Cantone            | Partito | Uscente |
|  | --------------------------- | ------------------ | ------- | ------- |
|  | Marianne Binder-Keller      | Argovia            | AdC     |         |
|  | Thierry Burkart             | Argovia            | PLR     | Sì      |
|  | Daniel Fässler              | Appenzello Interno | AdC     | Sì      |
|  | Andrea Caroni               | Appenzello Esterno | PLR     | Sì      |
|  | Werner Salzmann             | Berna              | UDC     | Sì      |
|  | Flavia Wasserfallen         | Berna              | PS      |         |
|  | Maya Graf                   | Basilea Campagna   | Verdi   | Sì      |
|  | Eva Herzog                  | Basilea Città      | PS      | Sì      |
|  | Isabelle Chassot            | Friburgo           | AdC     | Sì      |
|  | Johanna Gapany              | Friburgo           | PLR     | Sì      |
|  | Mauro Poggia                | Ginevra            | MCG     |         |
|  | Carlo Sommaruga             | Ginevra            | PS      | Sì      |
|  | Benjamin Mühlemann          | Glarona            | PLR     |         |
|  | Mathias Zopfi               | Glarona            | Verdi   | Sì      |
|  | Stefan Engler               | Grigioni           | AdC     | Sì      |
|  | Martin Schmid               | Grigioni           | PLR     | Sì      |
|  | Mathilde Crevoisier Crelier | Giura              | PS      | Sì      |
|  | Charles Juillard            | Giura              | AdC     | Sì      |
|  | Andrea Gmür-Schönenberger   | Lucerna            | AdC     | Sì      |
|  | Damian Müller               | Lucerna            | PLR     | Sì      |
|  | Baptiste Hurni              | Neuchâtel          | PS      |         |
|  | Céline Vara                 | Neuchâtel          | Verdi   | Sì      |
|  | Hans Wicki                  | Nidvaldo           | PLR     | Sì      |
|  | Erich Ettlin                | Obvaldo            | AdC     | Sì      |
|  | Esther Friedli              | San Gallo          | UDC     | Sì      |
|  | Benedikt Würth              | San Gallo          | AdC     | Sì      |
|  | Hannes Germann              | Sciaffusa          | UDC     | Sì      |
|  | Simon Stocker               | Sciaffusa          | PS      |         |
|  | Pirmin Bischof              | Soletta            | AdC     | Sì      |
|  | Franziska Roth              | Soletta            | PS      |         |
|  | Petra Gössi                 | Svitto             | PLR     |         |
|  | Pirmin Schwander            | Svitto             | UDC     |         |
|  | Brigitte Häberli-Koller     | Turgovia           | AdC     | Sì      |
|  | Jakob Stark                 | Turgovia           | UDC     | Sì      |
|  | Marco Chiesa                | Ticino             | UDC     | Sì      |
|  | Fabio Regazzi               | Ticino             | AdC     |         |
|  | Josef Dittli                | Uri                | PLR     | Sì      |
|  | Heidi Z'graggen             | Uri                | AdC     | Sì      |
|  | Pascal Broulis              | Vaud               | PLR     |         |
|  | Pierre-Yves Maillard        | Vaud               | PS      |         |
|  | Marianne Maret              | Vallese            | AdC     | Sì      |
|  | Beat Rieder                 | Vallese            | AdC     | Sì      |
|  | Peter Hegglin               | Zugo               | AdC     | Sì      |
|  | Matthias Michel             | Zugo               | PLR     | Sì      |
|  | Daniel Jositsch             | Zurigo             | PS      | Sì      |
|  | Tiana Angelina Moser        | Zurigo             | PVL     |         |